# Szypy (rejon głębocki)
Szypy (biał. Шыпы; ros. Шипы) – wieś na Białorusi, w obwodzie witebskim, w rejonie głębockim, w sielsowiecie Obrub.
Znajduje tu się przystanek kolejowy Szypy, położony na linii Połock – Mołodeczno.

## Historia
W czasach zaborów wieś w gminie Głębokie, w powiecie dzisieńskim, w guberni wileńskiej Imperium Rosyjskiego.
W latach 1921–1945 wieś leżała w Polsce, w województwie wileńskim, w powiecie dziśnieńskim, w gminie Głębokie.
Według Powszechnego Spisu Ludności z 1921 roku zamieszkiwało tu 207 osób, 188 było wyznania rzymskokatolickiego, 19 mojżeszowego. Jednocześnie 188 mieszkańców zadeklarowało polską przynależność narodową, 19 żydowską. Było tu 39 budynków mieszkalnych. W 1931 w 50 domach zamieszkiwało 250 osób.
Wierni należeli do prawosławnej w Kowalach. Miejscowość podlegała pod Sąd Grodzki w Głębokiem i Okręgowy w Wilnie; właściwy urząd pocztowy mieścił się w Głębokiem.
W wyniku napaści ZSRR na Polskę we wrześniu 1939 miejscowość znalazła się pod okupacją sowiecką. 2 listopada została włączona do Białoruskiej SRR. Od czerwca 1941 roku pod okupacją niemiecką. W 1944 miejscowość została ponownie zajęta przez wojska sowieckie i włączona do Białoruskiej SRR.
Od 1991 w składzie niepodległej Białorusi.